# Ok Taec-yeon
Ok Taecyeon (em coreano: 옥택연, Hanja: 玉澤演; 27 de dezembro de 1988), mais conhecido como Taecyeon (em coreano: 택연), é um rapper, dançarino, ator, cantor, empresário, compositor e modelo sul-coreano. É o rapper principal da boy band 2PM. 
Em 2010 estreou como ator no drama coreano Cinderella's Sister e, desde então, estrelou as séries de televisão Dream High, Who Are You? (2013), Wonderful Days (2014), Assembly (2015), Let's Fight, Ghost (2016), Save Me (2017), The Game: Towards Zero (2020), Secret Royal Inspector & Joy (2021) e Vincenzo (2021) e Heartbeat (2023), além dos filmes Marriage Blue (2013) e House of the Disappeared (2017).

## Infância e educação
Ok Taecyeon nasceu no distrito de Gangnam, Coreia do Sul, mas emigrou aos 10 anos, com seus pais e sua irmã mais velha, Jihyen, para Boston, Massachusett. Foi sua irmã que o convenceu a participar de uma audição da JYP Entertainment, cuja propaganda ela havia visto na Internet. Após alguma relutância, Taecyeon concordou em participar, então ambos foram para Nova York em seu aniversário de 17 anos. Uma semana depois, Taecyeon foi escolhido entre os 35 finalistas e recebeu a ligação para ir à Coreia do Sul, onde a competição continuaria. A princípio, Ok se candidatou para se tornar um modelo, mas os juízes sugeriram que ele tentasse dançar e cantar. Eventualmente, ele foi nomeado um dos doze finalistas (incluindo seus futuros membros, Lee Junho e Hwang Chan-sung) para competir no programa Superstar Survival, mas foi o primeiro competidor a deixar o programa.
Taecyeon morou em Massachusetts por sete anos, frequentando a Bedford High School, onde foi membro do Clube de Xadrez, da Banda de Jazz, do Time de Futebol JV e da Sociedade Nacional de Honra, antes de retornar para seguir carreira na Coreia. Uma vez no país, se transferiu para a Young Dong High School em Seul e, em seguida, estudou Administração de Empresas na Universidade Dankook. 
Ele é fluente em inglês, coreano e japonês.

## Carreira Musical

### Debut com o 2PM
Em 2008, ele participou do Hot Blood Men da Mnet, que acompanha o treinamento extremo de 13 trainees para se tornarem membros da boy band One Day. One Day deu origem a duas boy bands, 2AM e 2PM, desta última, Taecyeon se tornou membro, ocupando o posto de rapper principal, sub-vocalista e segundo visual. Seis meses após a exibição de Hot Blood na TV, o 2PM estreou com seu primeiro single "10 Points out of 10 Points" de seu primeiro EP, Hottest Time of the Day, mas foi somente com seu segundo EP, 2:00PM Time For Change, que seu sucesso na indústria musical coreana disparou.

### Carreira Solo
Taecyeon participou do hit de 2009 de Baek Ji-young, "My Ear's Candy". Baek revelou que convidou Ok para participar da música após ouvir seu rap no single "10 Points out of 10 Points" do 2PM. 
Em 2012, ele se uniu a seus ex-colegas da Universidade Dankook para produzir um álbum digital intitulado Blue Bears com Taecyeon. O álbum foi apresentado ao vivo na Universidade Dankook para a cerimônia de formatura. A música-título, "Wings", continha letras de rap escritas por Taecyeon. A segunda música, um remake de "A Night Like Tonight", de Lee Gwangjo, também foi incluída na apresentação, com um rap original escrito pelo próprio cantor. O álbum foi colocado à venda em fevereiro de 2012, com toda a renda revertida para a universidade.
Em 2017, ele lançou seu primeiro álbum solo japonês, "Taecyeon Special: Winter Hitori". Como parte das promoções de seu projeto, ele realizou com sucesso seu primeiro show solo, "Taecyeon (From 2PM) Premium Concert", no Tokyo Dome City Hall, no Japão.
Em julho de 2018, foi anunciado que Taecyeon havia assinado um contrato exclusivo com a 51K, agência fundada pelo ator So Ji-sub, após o término de seu contrato com a JYP Entertainment. Sua antiga agência informou que ele permanecerá como membro do 2PM, apesar da mudança.

## Carreira de ator e apresentador
Taecyeon apresentou o programa musical Inkigayo da SBS ao lado de seu colega de grupo, Wooyoung, e se tornou membro permanente do elenco de Family Outing 2 antes de seu cancelamento.
Em 2010, fez sua estreia como ator no dorama Cinderella's Sister, da KBS, ao lado de Moon Geun-young e Chun Jung-myung. No ano seguinte, ele estrelou o drama escolar Dream High, que obteve alta audiência nacional e também popularidade internacional.
Em setembro de 2011, a FujiTV anunciou que Taecyeon se tornaria ator regular do dorama dominical Boku to Star no 99 Nichi, juntamente com o ator japonês Nishijima Hidetoshi e a atriz sul-coreana Kim Tae-hee. Em fevereiro de 2013, foi anunciado que Taecyeon formaria um casal com a atriz taiwanesa Emma Wu, na Edição Global do reality show We Got Married. No mesmo ano, ele participou do dorama Who Are You e estreou no cinema com a comédia romântica Marriage Blue.
Em 2014, ele estrelou o drama da KBS, Wonderful Days, interpretando um guarda-costas. Ainda em 2014, ele se juntou ao programa de variedades culinárias da tvN, Three Meals a Day, dirigido por Na PD. Mais tarde, ele voltou para uma segunda temporada, tendo sido elogiado por sua imagem trabalhadora e personalidade descontraída no programa.
Em 2015, Ok foi escalado para o drama político Assembly da KBS. Ele interpreta um aspirante a policial que estuda na biblioteca para passar no vestibular durante o dia e trabalha como motorista à noite. No ano seguinte, ele estrelou a comédia de terror Hey Ghost, Let's Fight com Kim So-hyun, e participou do webdrama 7 First Kisses, da Lotte Duty Free.
Em 2017, ele estrelou o thriller de mistério House of the Disappeared com a veterana atriz Kim Yunjin. Em seguida, estrelou o drama de suspense Save Me, da OCN, ao lado de Seo Ye-ji.
Em 2020, ele estrelou o drama de mistério The Game: Towards Zero, reunindo-se com Lee Yeon-hee, com quem estrelou o filme Marriage Blue, de 2013. Foi seu primeiro papel como ator desde sua dispensa militar. Em 2021, ele estrelou o drama da tvN, Vincenzo, como o principal antagonista. Foi seu primeiro papel antagônico importante desde sua estreia como ator. No mesmo ano, também estrelou o drama histórico Secret Royal Inspector & Joy, que estreou na tvN e na iQiyi em novembro. Em 2022, ele interpretou um espião que se infiltra no acampamento exército japonês no filme de ação Hansan: Rising Dragon. 
Ao longo dos anos, Taecyeon também participou de diversos outros programas de variedades, e esteve em vários episódios do famoso Running Man.

## Filmografia

### Filmes
| Ano  | Título                   | Papel         |
| ---- | ------------------------ | ------------- |
| 2013 | Marriage Blue            | Won-chul      |
| 2017 | House of the Disappeared | Padre Choi    |
| 2022 | Hansan: Rising Dragon    | Im Joon-Young |
| 2024 | Grande Maison Paris      | Rick Yuan     |

### Televisão
| Ano  | Título                        | Emissora | Papel                    |  |  |
| ---- | ----------------------------- | -------- | ------------------------ |  |  |
| 2010 | Cinderella's Sister           | KBS2     | Han Jung Woo             |  |  |
| 2011 | Dream High                    | KBS2     | Jin Gook / Hyun Shi Hyuk |  |  |
| 2011 | Boku to Star no 99 Nichi      | Fuji TV  | Taesung                  |  |  |
| 2013 | Who Are You                   | tvN      | Cha Gun Woo              |  |  |
| 2014 | Wonderful Days                | KBS2     | Kang Dong-Hee            |  |  |
| 2015 | Assembly                      | KBS2     | Kim Kyu-hwan             |  |  |
| 2016 | Hey Ghost, Let's Fight        | tvN      | Park Bong Pal            |  |  |
| 2017 | Save Me                       | OCN      | Han Sang-Hwan            |  |  |
| 2020 | The game. Towards Zero        | tvN      | Tae Pyung                |  |  |
| 2021 | Vincenzo                      | tvN      | Jang Jun-woo             |  |  |
| 2021 | Secret Royal Inspector & Joy  | tvN      | Ra Ian                   |  |  |
| 2022 | Blind                         | tvN      | Ryu Sung-Jun             |  |  |
| 2023 | Heartbeat                     | KBS2     | Sun Woo-Hyeol            |  |  |
| 2025 | Soul Mate                     | Netflix  | Hwang Yo-Han             |  |  |
| 2025 | The First Night With the Duke | KBS2     | Lee Beon                 |  |  |

### Programas de variedades e reality shows
| Ano     | Título                          | Emissora  | Notas                                   |
| ------- | ------------------------------- | --------- | --------------------------------------- |
| 2006    | Superstar Survival              |           | 10 episódios                            |
| 2008    | Hot Blood                       |           | 10 episódios                            |
| 2008–09 | Idol Army (Season 3)            |           | 17 episódios                            |
| 2009    | Wild Bunny                      |           | 7 episódios                             |
| 2009    | Mnet Scandal                    |           | 7 episódios                             |
| 2009    | Inkigayo                        | SBS       | Apresentador com Wooyoung e Ha Yeon-joo |
| 2010    | Inkigayo                        | SBS       | Apresentador com Wooyoung e Sulli       |
| 2010    | Family Outing 2                 | SBS       | Membro do elenco                        |
| 2011    | 2PM Show!                       |           | 12 episódios                            |
| 2011    | Running Man                     |           | 5 episódios (40, 150, 234-235, 256)     |
| 2013    | Human Condition                 | KBS2      | Segmento: Vivendo a Vida Sem Stress     |
| 2013    | A Song For You From 2PM         |           | 15 episódios                            |
| 2013    | We Got Married (Global Edition) | MBC       | com Emma Wu                             |
| 2014    | Roommate                        |           | Temporada 2, Episódio 19                |
| 2014    | Three Meals a Day               | tvN       | Membro do elenco                        |
| 2015    | Three Meals a Day Season 2      | tvN       | Membro do elenco                        |
| 2015    | Oven Radio                      |           | 5 episódios                             |
| 2016    | Mommy                           | SBS       | Apresentador com Lee Hwi-jae            |
| 2017    | 2PM Wild Beat                   |           | 10 episódios                            |
| 2017    | Suddenly a Millionaire          | O'live TV | Episódios 1-7                           |